# اولیویا بارنت
اولیویا بارنت (انگلیسی: Olivia Burnette؛ زادهٔ ۲۴ مارس ۱۹۷۷) هنرپیشه اهل کشور ایالات متحده آمریکا است. وی حرفهٔ بازیگری را از ۶ سالگی آغاز کرده و از سال ۱۹۸۵ میلادی تاکنون مشغول فعالیت بوده‌است.

## قسمتی از فیلمشناسی
- برنده و بازنده -۱۹۹۵
- چشم در برابر چشم -۱۹۹۶